# Lucien Hétu
Pour les articles homonymes, voir Hétu.
Lucien Hétu, né le 8 avril 1926 à Joliette, Québec et mort le 10 janvier 1990 à Montréal, Québec, est un auteur-compositeur-interprète et organiste québécois.

## Biographie
Après avoir étudié l'orgue avec Georges Lindsay de 1949 à 1951, Lucien Hétu débute parallèlement une carrière d'interprète et remporte, en 1952, le concours radiophonique Les talents de chez-nous, organisé par Radio-Canada. Tout en poursuivant des études de chant avec Paul DuBois (1952-1953) et d'orgue avec Germaine Janelle (1954-1955), il est chanteur et coanimateur de l'émission radiophonique Sans tambour ni trompette à CKAC et se produit régulièrement comme chanteur, souvent en duo avec sa femme.
Auteur-compositeur, Lucien Hétu participe régulièrement aux émissions Chansonniers canadiens de Guy Bélanger (CKVL, 1950-1956) et voit plusieurs de ses chansons se classer parmi les finalistes du Concours de la Chanson canadienne: Parc Lafontaine (1957), Compagnon de route et L'île Sainte-Hélène (1958), Vague à l'âme (1959), La Madone et Pourtant je l'aime (1960), Mes trois amours (1962). Pendant que ses compositions connaissent le succès à travers les interprétations de Lucille Dumont Parc Lafontaine, Margot Lefebvre La Madone, Claude Vincent Pourtant je l'aime et plusieurs autres, Lucien Hétu grave aussi quelques chansons qui donnent dans la fantaisie (Monsieur Jonas, reprise du thème folklorique en version modernisée, et surtout Capitaine Bonhomme qui deviendra le thème d'une émission télévisée fort populaire). Mais c'est avant tout comme organiste qu'il acquiert la célébrité.
Il se produit de 1956 à 1963 au restaurant montréalais Chez Maxime, en tant qu'instrumentiste, et entreprend, en 1959, une longue série d'enregistrements de musiques de danse et de variétés, produisant plus d'une trentaine d'albums en un peu plus de quinze ans. En plus des succès de l'heure des palmarès français, québécois et américains, Lucien Hétu enregistre un bon nombre de ses compositions. Dès 1970, la compagnie RCA Victor lui remettait un disque d'or pour la vente de plus d'un million d'albums.
Lucien Hétu remporte également, en 1968 et 1969, le trophée du meilleur vendeur de disques instrumentaux au Festival du Disque. Il effectue des tournées à Paris (1965), en Suisse (1968) et à Osaka (1970) et donne avec son fils Daniel Hétu des récitals à la Comédie-Canadienne et en tournée au Canada en 1968 et à la Place des Arts en 1969.
Parallèlement, Lucien Hétu tient la vedette de l'émission radiophonique L'orgue qui chante (CKVL-MF, 1964-1972). À la suite d'un grave accident qui l'empêche de pratiquer son métier, il se tourne vers l'enseignement de 1975 à 1978 et reprend ensuite sa carrière pendant quelques années.
En 1981, Lucien Hétu est déclaré coupable d'attentats à la pudeur sur 3 jeunes garçons âgés de moins de 14 ans, il purgera 16 mois de prison.
Il était le père du pianiste Daniel Hétu.